# Peter Marx (Politiker)

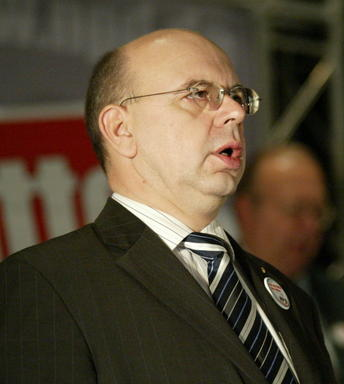
Peter Marx (vor 2008)

Peter Marx (* 21. Dezember 1956 in Speyerbrunn; † 2. August 2022) war ein deutscher Politiker, Generalsekretär der Bundes-NPD, Landesvorsitzender der NPD-Saar sowie Mitglied im Stadtrat Saarbrückens für die NPD.

## Parteikarriere in der NPD
Peter Marx trat bereits mit 15 Jahren den Jungen Nationaldemokraten und drei Jahre später der NPD bei. Er begann ein Studium der Rechtswissenschaften, schloss es jedoch nicht ab und eröffnete eine Versandbuchhandlung. Anschließend war er als „freier Marketingberater“ tätig.
Noch vor der Wiedervereinigung zog er nach Leipzig und begründete 1990 die NPD in Sachsen mit. Seine politische Karriere startete er 1989 als Fraktionsgeschäftsführer der NPD in der Stadtverordnetenversammlung von Frankfurt am Main. Nach vier Jahren war er in derselben Funktion bis 1997 im Kreistag des Landkreises Darmstadt-Dieburg aktiv.
Als NPD-Landesvorsitzender im Saarland führte er die Partei 2004 in mehrere Kommunalparlamente. Anfang September 2004 scheiterte die von Marx angeführte Partei bei den Landtagswahlen im Saarland nur knapp an der Fünfprozenthürde (4,0 %). Marx selbst erhielt in Völklingen 9,7 Prozent. Hier hatte die NPD bereits zuvor bei der Stadtratswahl 9,6 Prozent der Stimmen erlangt. Nach den Wahlerfolgen der NPD in Sachsen wurde er 2004 Fraktionsgeschäftsführer der NPD-Fraktion im sächsischen Landtag, im Februar 2005 außerdem an Stelle von Martin Laus neuer Landesvorsitzender der NPD in Rheinland-Pfalz. Bei der Leipziger Oberbürgermeisterwahl trat Marx am 10. April 2005 gegen den Amtsinhaber Wolfgang Tiefensee an (2,4 % der Stimmen). Da er auch als stellvertretender Bundesvorsitzender, Leiter des NPD-„Amts für Europaangelegenheiten“ und NPD-Bundeswahlkampfleiter aktiv war, trat er im Juli 2005 zugunsten seines bisherigen Stellvertreters Frank Franz als Landesvorsitzender im Saarland zurück. Bei der Bundestagswahl 2005 trat er als Direktkandidat der NPD im Wahlkreis Saarbrücken unter anderem gegen Oskar Lafontaine und die Wahlsiegerin Elke Ferner (SPD) an. Auf dem NPD-Parteitag 2008 wurde er als stellvertretender Parteivorsitzender nicht wiedergewählt.
Auf dem NPD-Bundesparteitag 2013 wurde er wieder als Beisitzer in den Bundesvorstand der NPD gewählt und bekleidete seitdem das Amt des Generalsekretärs. 2017 war er erneut Vorsitzender der NPD-Saar.
In der Partei gehörte er dem „Arbeitskreis Christen in der NPD“ an.

### Verurteilung wegen Wahlbetrugs
Im November 2001 wurde Marx wegen Wahlbetrugs in neun Fällen zu 160 Tagessätzen verurteilt. Die Richter des Landgerichts Darmstadt sahen es als erwiesen an, dass Marx im hessischen Kommunalwahlkampf von 1997 Unterstützungsunterschriften für NPD-Kandidaten erschlichen hatte, indem er vor allem älteren Menschen gegenüber behauptet hatte, dass es sich bei der Unterschriftenliste um eine Aktion handele, die sich gegen den weiteren Zuzug von Ausländern richte, während es sich tatsächlich um eine Wahlliste für NPD-Kandidaten gehandelt hatte.

### V-Mann-Vorwürfe gegen Marx
Im September 2005 wurde gegen Marx aufgrund von Auseinandersetzungen in der saarländischen NPD von dortigen Mitgliedern der Vorwurf erhoben, er arbeite für den Verfassungsschutz (VS). So behauptete der NPD-Stadtrat Otfried Best aus dem saarländischen Völklingen im Saarländischen Rundfunk, Marx habe „Kameraden“ dem Verfassungsschutz quasi zugeführt, und gab an, dafür Belege zu haben. Auch Jürgen Schwab, mittlerweile aus der NPD ausgetretener Autor des Parteiblattes Deutsche Stimme, schrieb öffentlich, dass Marx zwei Funktionäre aufgefordert hätte, sich vom Verfassungsschutz anwerben zu lassen. Über ein Konto des Landesverbandes sei dann die Hälfte des Geldes an Marx geflossen. Ähnliche Vorwürfe kamen vom ehemaligen rheinland-pfälzischen NPD-Landeschef Laus. Die Parteispitze stellte sich jedoch demonstrativ hinter Marx. „Wir beteiligen uns nicht an Spekulationen, aber es gibt keinen Grund, an Peter Marx zu zweifeln“, so der Parteisprecher Klaus Beier. Das von Marx angestrengte Verfahren gegen Best wurde schließlich eingestellt.

### Rücktritt
Nachdem Fotos von einer Party aufgetaucht waren, an der unter anderem Marx, eine Striptease-Tänzerin und die ehemalige Pornodarstellerin Kitty Blair, die bereits zuvor für die Partei Wahlwerbung gemacht hatte, teilgenommen hatten, und auf diesen Bildern ein Kuchen in Penisform zu sehen war, trat Marx am 6. April 2014 von seinem Amt als Generalsekretär der NPD zurück.
Dennoch kandidierte Marx beim Bundesparteitag 2014 in Weinheim für den Bundesvorsitz der Partei und unterlag gegen den Bundespressesprecher der Partei, Frank Franz, mit 32 von 139 Stimmen.

## Familie
Peter Marx war katholisch, verheiratet und Vater von vier Kindern. Seine Familie wohnt in Saarbrücken.